# Litoria wollastoni
Litoria wollastoni (tên tiếng Anh: Highland Treefrog) là một loài ếch thuộc họ Pelodryadidae.
Loài này có ở Indonesia và Papua New Guinea.
Môi trường sống tự nhiên của chúng là rừng ẩm vùng đất thấp nhiệt đới hoặc cận nhiệt đới, rừng mây ẩm nhiệt đới và cận nhiệt đới, sông ngòi, vườn nông thôn, và rừng trước đây suy thoái nghiêm trọng.